# Hauriet
Hauriet je naselje in občina v francoskem departmaju Landes regije Akvitanije. Naselje je leta 2009 imelo 257 prebivalcev.

## Geografija
Kraj leži v pokrajini Gaskonji 34 km vzhodno od Daxa.

## Uprava
Občina Hauriet skupaj s sosednjimi občinami Baigts, Bergouey, Caupenne, Doazit, Lahosse, Larbey, Laurède, Maylis, Mugron, Nerbis, Saint-Aubin in Toulouzette sestavlja kanton Mugron s sedežem v Mugronu. Kanton je sestavni del okrožja Dax.

## Zanimivosti
- cerkev sv. Remigija;